# Geodynamika

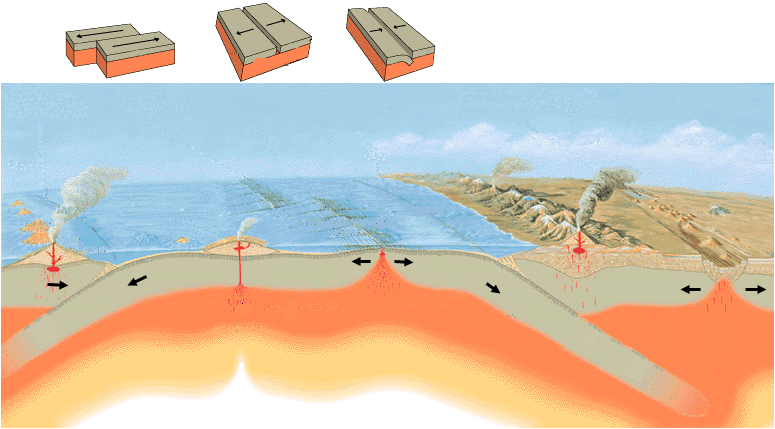
Desková tektonika je jedním z pozorovatelných důsledků vnitřní dynamiky Země

Geodynamika je jedním z oborů geofyziky, který se věnuje výzkumu dynamických procesů v Zemi či jiných planetách. Integruje do sebe procesy související s deskovou tektonikou, termálním vývojem Země (např. s plášťovou konvekcí) či dynamikou jádra, která vytváří geomagnetické pole. Důležitou součástí je také studium dynamické odezvy na vnější síly jako jsou slapové jevy či postglaciální výzdvih.
Geodynamika využívá jako vstupní data zejména přesná geodetická data (rozpínání mořského dna a vzájemné vzdalování/přibližování se kontinentů či změna nadmořské výšky jako reakce na změnu zátěže) a gravitační měření, ale vychází i z poznatků geologie, geochemie a minerálové fyziky. Více a více také dochází k využívání poznatků získaných v seismologií (seismická tomografie dokáže do určitého stupně přímo zobrazit zemské nitro) a analýzou magnetického pole Země.